# Petzyt
Petzyt – minerał z gromady tellurków. Stanowi mieszaninę tellurku srebra i złota [Ag3AuTe2].

## Właściwości
Jest miękkim, stalowo szarym minerałem, na ogół występujący na obszarach aktywnych hydrotermalnie. Tworzy kryształy regularne, często związane z rzadkimi minerałami telluru i złota, a także srebra, rtęci i miedzi. Nazwa minerału pochodzi od nazwiska chemika W. Petza, który jako pierwszy zanalizował ten minerał.

## Występowanie
Po raz pierwszy został znaleziony w Săcărâmb, w Transylwanii w Rumunii. 
Występuje wraz z innymi tellurkami w żyłach złota. Często jest połączony ze złotem rodzimym, hessytem, sylvanitem, krennerytem, kalawerytem, altaitem, melonitem, montbraitem, frohbergitem, tetradymitem, rickardytem, wulkanitem i pirytem.